# Pamela Hicks
Pamela Carmen Louise Hicks (nascida, Pamela Carmen Louise Mountbatten) (19 de abril de 1929) é uma nobre britânica. Ela é a filha mais nova de Louis Mountbatten, 1.º Conde Mountbatten da Birmânia e de sua esposa, Edwina Mountbatten. Através de seu pai, Pamela é prima-irmã do príncipe Filipe, Duque de Edimburgo e sobrinha-bisneta da última czarina da Rússia Alexandra Feodorovna. Em maio de 2013, Pamela estava no 687.º lugar na linha de sucessão ao trono britânico.

## Antecedentes familiares
Pamela nasceu em Barcelona, Espanha em 1929, irmã mais nova de Patricia Mountbatten. Através de seu pai ela é prima-primeira do príncipe Filipe, Duque de Edimburgo e trineta da rainha Vitória. Através de sua mãe ela é a segunda bisneta de Anthony Ashley-Cooper, 7.º conde de Shaftesbury. 

## Casamento e filhos
Pamela é viúva do decorador de interiores e designer David Nightingale Hicks (25 de março de 1929 - 29 de março 1998), filho de Herbert Hicks e Iris Elsie Platten. Eles se casaram em 13 de janeiro 1960, na Abbey Romsey em Hampshire. Entre as damas de honra estavam Ana, Princesa Real, Clarissa de Hesse (filha de sua prima Sofia), Amanda Knatchbull, Vitória Marten (afilhada da noiva), e Joanna Knatchbull (filha da irmã da noiva Patricia). Ao retornar de lua de mel nas Índias Ocidentais e Nova York, ela soube da morte de sua mãe em fevereiro de 1960.
Juntos, o casal tiveram três filhos:
- Edwina Vitória Luísa Hicks (nascida em 24 de dezembro de 1961)
- Ashley Louis David Hicks (nascido em 18 de julho de 1963)
- India Amanda Carolina Hicks (nascida em 5 de setembro de 1967), que atuou como uma dama de honra no casamento de seu padrinho Carlos, Príncipe de Gales e lady Diana Spencer.

David Nightingale Hicks morreu em 29 de março de 1998 aos 69 anos, de câncer de pulmão.

## Títulos
- 19 de abril de 1929 - 27 de agosto de 1946 : Srta. Pamela Mountbatten
- 27 de agosto de 1946 - 21 de junho de 1948 : A Honorável Pamela Mountbatten
- 21 de junho de 1948 - 13 de janeiro de 1960 : Lady Pamela Mountbatten
- 13 de janeiro de 1960 - presente : Lady Pamela Hicks

## Obras publicadas
- Mountbatten, Pamela. Hicks, Índia (preâmbulo). Índia Relembrada: Uma conta pessoal dos Mountbattens durante a transferência do poder, Pavilion Books, 2007;ISBN 978-1-86205-759-3
- Hicks, Pamela. Filha do Império: A vida como um Mountbatten, Weidenfeld & Nicolson, 2012 ISBN 978-0297864820